# Тарханка
Тарха́нка (каз. Тарханка) — село у складі Глибоківського району Східноказахстанської області Казахстану. Адміністративний центр Тарханського сільського округу.
Населення — 1680 осіб (2021; 1691 у 2009, 1918 у 1999, 2003 у 1989).
Національний склад станом на 1989 рік:
- росіяни — 100 %